# Certosa di Loreto
La certosa di Loreto è una casa certosina ormai inattiva che sorge sulle alture della città di Savona.

## Caratteristiche

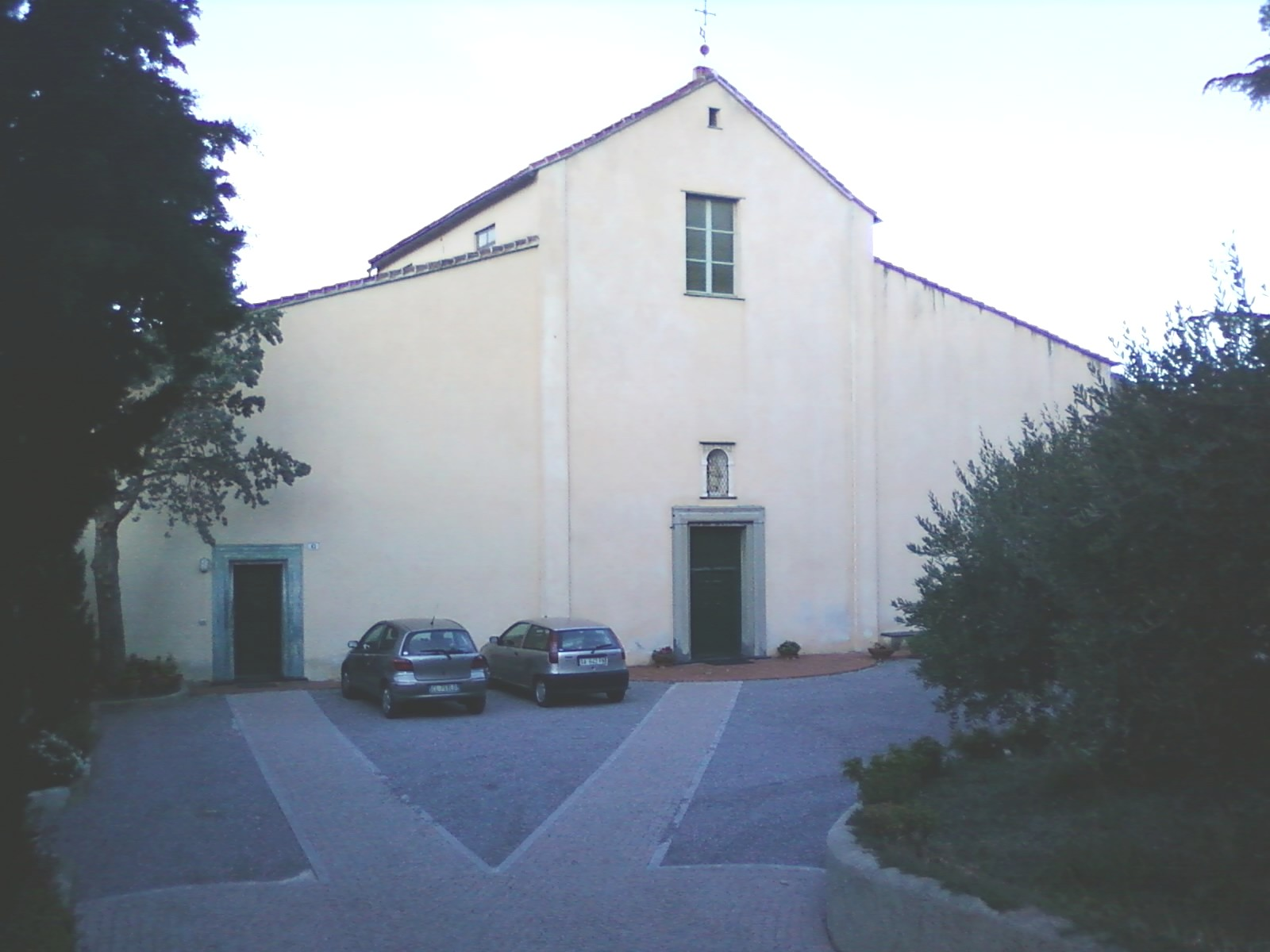
La chiesa

La certosa fu fondata nel 1480 forse sui resti del preesistente castello di Loreto. Sorge su una collina poco fuori dall'abitato di Savona, sul lato orientale della valle del Letimbro, lungo via Ranco che è l'antica strada di collegamento con l'entroterra. La struttura presenta la chiesa nella sua propaggine più elevata e le celle  dei monaci in posizione digradante verso la vallata. Nella chiesa, regolarmente utilizzata per gli uffici religiosi, si conserva una interessante tela di San Michele Arcangelo, recentemente oggetto di restauro. La certosa è spesso utilizzata per concerti di musica classica, esposizione di mostre d'arte e convegni.